# Dalloyau
Dalloyau est une entreprise française du domaine de la gastronomie et de la pâtisserie. Elle est fondée à Paris mais son origine remonte à 1682, à la cour du Château de Versailles. Pâtissier, chocolatier, traiteur, Dalloyau exerce aujourd'hui ses activités dans deux secteurs : un réseau de boutiques et salons de thé, avec notamment la vente de plats à emporter et un réseau de réceptions avec l'organisation d’événements. 
L'entreprise est membre du Comité Colbert depuis 2001.
En 2007, Dalloyau a obtenu le label Entreprise du patrimoine vivant. Une distinction décernée aux entreprises détenant un savoir-faire rare, renommé ou ancestral.

## Historique
En 1682, Charles Dalloyau, alors au service du prince de Condé, se fait remarquer par ses petits pains que le roi Louis XIV goûte lors d’une réception. Puisqu’il est hors de question que son cousin, avec lequel il est en confrontation permanente, serve des pains meilleurs qu’à la cour, Louis XIV débauche Charles Dalloyau,.
Charles Dalloyau devient ainsi le premier de plusieurs générations de Dalloyau à servir la cour. Pendant quatre générations, les frères Dalloyau exercent tour à tour tous les métiers de bouche et font partie de l’élite portant le titre d’officier de bouche, la plus haute distinction française dans ce domaine. Par cette charge, les frères et fils Dalloyau sont anoblis, et, signe de noblesse, portent l’épée devant le roi. Par ce titre, ils assistent ainsi aux repas du roi, ont leur place dans les cérémonies officielles et participent à la recherche culinaire et aux arts de la table.
À la Révolution française, les officiers de bouche sont contraints de se reconvertir. Jean-Baptiste Dalloyau, descendant de Charles, fonde en 1802 la première maison de gastronomie, « Dalloyau ». Il y associe tous les métiers liés à l’art du bien manger, et propose à la bourgeoisie émergente des plats cuisinés pour recevoir chez soi, comme le faisaient jadis les aristocrates. Il invente ainsi un service qui n’existait pas, le prêt-à-emporter, et s’installe à Paris rue du Faubourg-Saint-Honoré, où se trouve encore la principale boutique parisienne.
Alors qu’en 2017 l’entreprise revendiquait 70 millions d’euros de chiffre d'affaires, en 2018 elle annonce des difficultés économiques et les deux années suivantes elle ferme trois de ses boutiques dans le centre de Paris, l’une à Bastille (XIe), une autre à Convention (XVe) et la troisième place Edmond Rostand face au jardin du Luxembourg (VIe), ce qui entraîne le licenciement d’une soixantaine de salariés.
Depuis, Dalloyau-Paris s’est restructuré en ouvrant trois corners (stands à l’intérieur de galeries marchandes) au 19 rue Poncelet, aux Galeries Lafayette « Gourmet » et à la Gare d'Austerlitz.

## Pâtisseries créées par Dalloyau
En 1955, Dalloyau s’inspire des Parisiens qui passent leurs fins de semaine à la campagne et crée le « week-end », le tout premier gâteau de voyage, qui s’emballe, se transporte et se conserve facilement.
L’opéra, gâteau créé en 1955 par Cyriaque Gavillon, est connu aujourd’hui à travers le monde. En forme de parallélipipède, il est composé de trois feuilles de biscuit Joconde imbibé d’un sirop de café et garni de crème au beurre au café et de ganache au chocolat. Le dessus est recouvert d’un glaçage au chocolat profondément noir. Cyriaque Gavillon voulait créer une nouvelle forme d’entremets avec des tranches apparentes, pour lequel une seule bouchée suffisait à donner le goût du gâteau entier. C’est son épouse Andrée Gavillon qui le baptisa opéra en hommage aux danseuses et aux « petits rats » de l’Opéra, qui faisaient des entrechats dans la boutique. L’opéra reste le gâteau le plus vendu chez Dalloyau. En Asie, on l’offre en coffret-cadeau.

## Points de vente
En 2022, Dalloyau possède 5 points de vente en France. Quatre se situent à Paris, à la Maison de l’Artisanat (qui est aussi lieu de réceptions privé, dans le quartier dit du « triangle d'or ») et aux trois corners ouverts fin 2019. Un autre point de vente, ouvert en mai 2014, est situé à Marseille. Dalloyau ouvre sa première boutique à l’étranger en 1982 au Japon, à Tokyo. En 2019, Dalloyau compte un réseau de franchises comptabilisant 26 boutiques et corners à l’étranger : 21 au Japon, et 5 à Hong Kong. La marque est membre du Comité Colbert et labellisée Entreprise du Patrimoine Vivant (EPV).